# 黄平 (1918年)
黄平（1918年—1997年9月6日），又名黄燕帆、黄知廉，男，广东合浦（今属广西）人，中华人民共和国政治人物，曾任云南省政协副主席，云南省人大常委会副主任。